# Halacritus punctum
Halacritus punctum is een keversoort uit de familie van de spiegelkevers (Histeridae). De wetenschappelijke naam van de soort is voor het eerst geldig gepubliceerd door Aube.